# Glen Grant
Pour les articles homonymes, voir Grant et Glen (homonymie).
Glen Grant est une célèbre distillerie de whisky single malt située à Rothes dans le Speyside en Écosse.
Glen Grant a été fondée en 1840 par les frères James et John Grant. C’est le fils du premier le Major James Grant qui donna ses lettres de noblesse à la distillerie. Glen Grant est considérée comme l’une des meilleures distilleries d’Écosse. Comme beaucoup de distilleries de la région, elle dut fermer pendant la première guerre mondiale pour cause de pénurie d’orge.

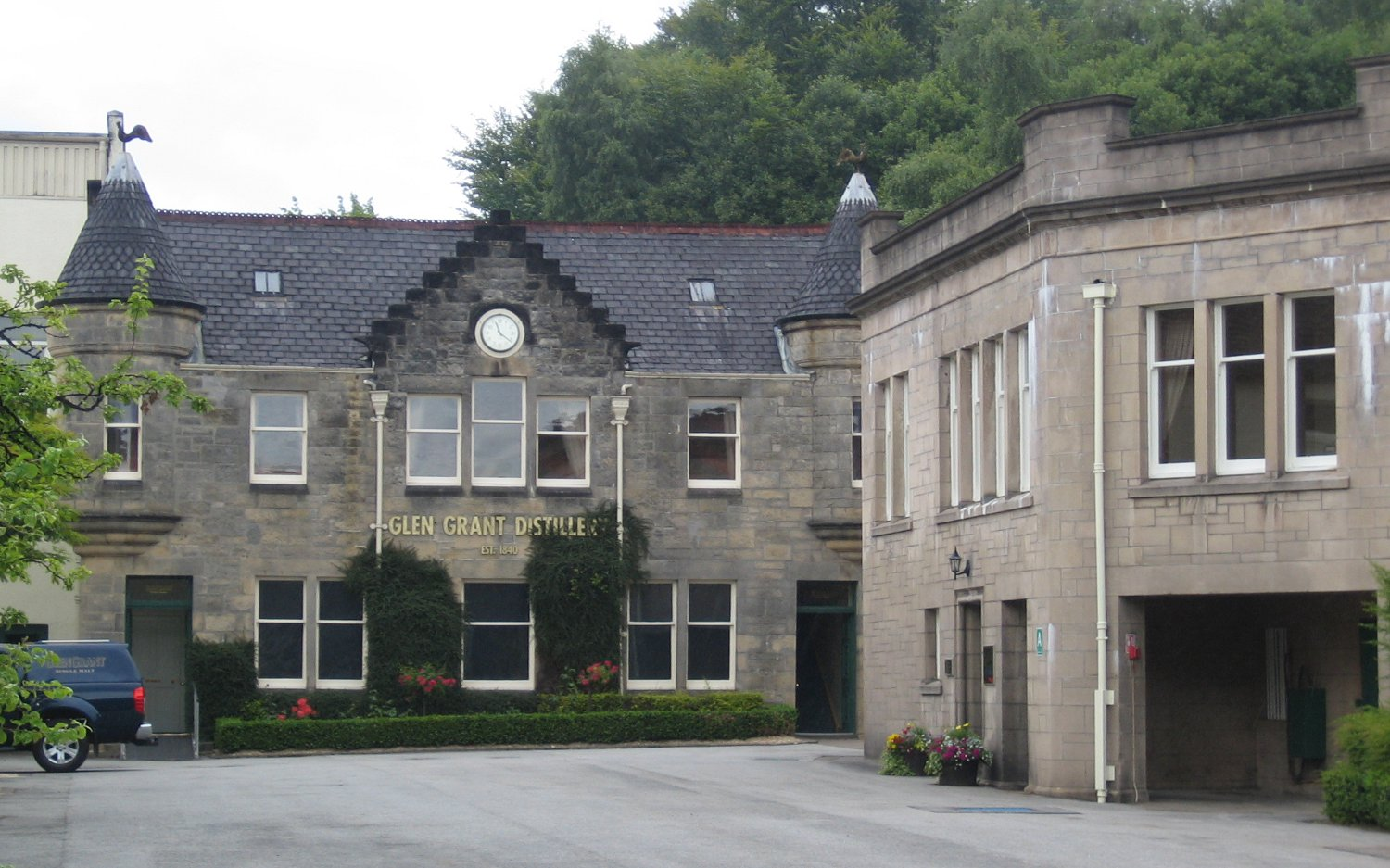

Pendant les années 1950, elle participa, en fusionnant avec Glenlivet et Longmorn, à la création d'une des principales entreprises du whisky écossais : The Glenlivet Distillers Ltd. Rachetée par Seagram en 1978 puis par Pernod Ricard en 2001 elle est aujourd’hui la propriété du groupe italien Campari. Ce rachat par un groupe italien s’explique par le fait que ses single malts sont très appréciés dans la péninsule italienne où ils figurent parmi les meilleures ventes depuis des dizaines d’années.
Dirigée par le charismatique Master Distiller Dennis Malcolm, la distillerie Glen Grant possède 4 wash stills en forme de cloche et 4 spirit stills plus classiques. Des purificateurs spéciaux installés sur les alambics confèrent à Glen Grant son caractère élégant et raffiné. Ses single malts sont marqués par des touches finement boisées et épicées. Ils supportent parfaitement un très long vieillissement, qui est de plus en plus mis en valeur par les éditions officielles de la distillerie.

## La gamme des Single Malt Scotch Whiskies Glen Grant
- Glen Grant 5 ans (Italie)
- Glen Grant The Major's Reserve (très diffusé en France)
- Glen Grant 10 ans 40 %
- Glen Grant 16 ans 43 %
- Glen Grant Cellar Reserve 1992 46 %
- Glen Grant 170th Anniversary Edition 46 %
- Glen Grant 25 ans 43 % Sherry Cask Matured (exclusivité France et marchés hors taxes d'Asie)